# Heritage (schooner)
Le Heritage est une goélette à deux mâts, à coque bois, construite en 1983 par leur propriétaire Doug & Linda Lee, comme yacht charter et lancé au port de  Rockland dans l'État du Maine. Il est le dernier voilier entré au sein de la flotte Maine Windjammer Association, offrant des croisières à la voile à des clients payants.

## Histoire
La goélette côtière du Maine Heritage a été mis à l'eau le 16 avril 1983. Il a été réalisé pour réunir tout le confort aux 30 passagers et son équipage.